# Куклин, Александр Константинович
Александр Константинович Куклин (27 февраля [12 марта] 1907, Нерчинск, Забайкальская область — 1 марта 1982) — советский хозяйственный, государственный и политический деятель, Герой Социалистического Труда.

## Биография
Родился в 1907 году в Нерчинске.
С 1925 года — на хозяйственной, общественной и политической работе. В 1925—1982 гг. — районный агроном, заведующий колхозным сортоиспытательным участком, председатель колхоза семеноводческого колхоза «Союз строителей» в Мошковском районе Новосибирской области, заведующий кафедрой сельского хозяйства Новосибирской межобластной партийной школы, доцент кафедры общего земледелия, проректор Благовещенского сельскохозяйственного института, заведующий кафедрой земледелия, ректор, профессор, заведующий кафедрой общего земледелия Великолукского сельскохозяйственного института, профессор Брянского сельскохозяйственного института.
Указом Президиума Верховного Совета СССР от 20 марта 1949 года присвоено звание Героя Социалистического Труда с вручением ордена Ленина и золотой медали «Серп и Молот».
Избирался депутатом Верховного Совета РСФСР 4-го созыва.
Умер в 1982 году в Ленинграде.

Могила на Большеохтинском кладбище

Похоронен на Большеохтинском кладбище (Ирбитская дорожка).